# Scrinium furtivum
Scrinium furtivum é uma espécie de gastrópode do gênero Scrinium, pertencente a família Mitromorphidae.